# 熒澤之戰
熒澤之戰發生於前660年，北狄攻滅衛國的一場戰爭。
衞懿公嗜好養鶴，宮廷園囿中養了數量很多的鶴，而且那些鶴都享受諸侯待遇。衞懿公終日荒廢政事，百姓對他的行為很憤怒。衛懿公九年（前660年）北方游牧民族狄人乘機來攻衛國，到了熒澤時，衛懿公準備出兵抵抗，當他向國人授甲的時候國，國人皆不願為他賣命，所以便拒絕出戰及懿公命令鶴出城迎戰。衛懿公無奈便衛懿公命大夫石祁子、甯莊子守衛都城，自率中軍主力，由大夫渠孔駕車、子伯為車右，命大夫黃夷、孔嬰齊分率前、後軍開赴熒澤迎敵，結果兵敗被殺。史官華龍滑和禮孔二人逃回朝歌，報告了懿公被殺的噩耗，衛公子申即帶領衛人連夜向東南方逃去。狄人攻至朝歌，見衛人已逃，馬上追趕。但衛人此時已於血村（今淇縣小河口）渡過黃河，宋桓公也已率兵到河邊迎接，狄人才不敢追。此時，隨公子申有衛人男女七百三十人，又益共、藤之民共五千人，公子申被立為衛戴公，在野外造草庵暫住曹地（今滑縣口鎮東）。衛懿公之妹許穆公夫人，從許國趕來援助，齊桓公亦派公子無虧率齊軍助衛人擊敗狄人，並在楚丘（今滑縣東）新建衛國都城，衛國得以復興。一年後，衛戴公病死，逃到齊國的公子毀回歸衛國，齊桓公扶立為衛文公。